# Race Torquay Women 2020
La 1re édition de la Race Torquay Women a lieu le 30 janvier 2020. La course fait partie du calendrier international féminin UCI 2020 en catégorie 1.1. Elle est remportée par l'Australienne Brodie Chapman.

## Équipes
| UCI Women's WorldTeams (6)- Alé BTC Ljubljana - Canyon-SRAM Racing - FDJ-Nouvelle Aquitaine-Futuroscope - Mitchelton-Scott - Sunweb Women - Trek-Segafredo Équipes féminines continentales (7)- Agolico - Astana Women's - BePink - Doltcini-Van Eyck Sport - Rally - RoxSolt Attaquer - Tibco-Silicon Valley Bank Équipe nationale- Australie Équipe féminine amateur- Stepfwd it Suzuki |
| |

## Récit de course
La météo est chaude, près de 40 °C. Lors du cinquième des huit tours, Brodie Chapman attaque. Elle est rejointe dans un premier temps par Denisse Ahumada. Elle est lâchée dans le sixième tour. Ensuite, lors du septième tour, Lauren Stephens rejoint Brodie Chapman. Voyant que le peloton ne chasse pas sérieusement, Tayler Wiles et Emily Herfoss partent en poursuite. Elles reviennent sur la tête dans le dernier tour. À deux kilomètres de l'arrivée, Brodie Chapman place l'attaque décisive et s'impose. Emily Herfoss est deuxième.

## Classements

### Classement final
| \| Classement général \| Classement général \| Classement général \| Classement général \| Classement général \| \| Coureuse \| Coureuse \| Pays \| Équipe \| Temps \| \| ------------------ \| ------------------- \| ------------------ \| ---------------------------------- \| ------------------ \| \| 1re \| Brodie Chapman \| Australie \| FDJ-Nouvelle Aquitaine-Futuroscope \| 2 h 52 min 48 s \| \| 2e \| Emily Herfoss \| Australie \| RoxSolt Attaquer \| + 4 s \| \| 3e \| Tayler Wiles \| États-Unis \| Trek-Segafredo \| + 6 s \| \| 4e \| Lauren Stephens \| États-Unis \| Tibco-Silicon Valley Bank \| + 11 s \| \| 5e \| Chloe Hosking \| Australie \| Rally Cycling \| + 26 s \| \| 6e \| Ruby Roseman-Gannon \| Australie \| Australie \| + 26 s \| \| 7e \| Peta Mullens \| Australie \| RoxSolt Attaquer \| + 26 s \| \| 8e \| Lotta Henttala \| Finlande \| Trek-Segafredo \| + 26 s \| \| 9e \| Leah Kirchmann \| Canada \| Sunweb \| + 26 s \| \| 10e \| Arlenis Sierra \| Cuba \| Astana Women's Team \| + 26 s \| |                     |            |                                    |                 |
| |                     |            |                                    |                 |
| Source : Cycling Quotient |                     |            |                                    |                 |
| Classement général |                     |            |                                    |                 |
| Coureuse | Coureuse            | Pays       | Équipe                             | Temps           |
| 1re | Brodie Chapman      | Australie  | FDJ-Nouvelle Aquitaine-Futuroscope | 2 h 52 min 48 s |
| 2e | Emily Herfoss       | Australie  | RoxSolt Attaquer                   | + 4 s           |
| 3e | Tayler Wiles        | États-Unis | Trek-Segafredo                     | + 6 s           |
| 4e | Lauren Stephens     | États-Unis | Tibco-Silicon Valley Bank          | + 11 s          |
| 5e | Chloe Hosking       | Australie  | Rally Cycling                      | + 26 s          |
| 6e | Ruby Roseman-Gannon | Australie  | Australie                          | + 26 s          |
| 7e | Peta Mullens        | Australie  | RoxSolt Attaquer                   | + 26 s          |
| 8e | Lotta Henttala      | Finlande   | Trek-Segafredo                     | + 26 s          |
| 9e | Leah Kirchmann      | Canada     | Sunweb                             | + 26 s          |
| 10e | Arlenis Sierra      | Cuba       | Astana Women's Team                | + 26 s          |

### Barème des points UCI
| Position           | 1er | 2e | 3e | 4e | 5e | 6e | 7e | 8e | 9e | 10e | 11e | 12e | 13e à 15e | 16e à 25e |
| Classement général | 125 | 85 | 70 | 60 | 50 | 40 | 35 | 30 | 25 | 20  | 15  | 10  | 5         | 3         |

## Liste des participantes
| Légende | Légende                                                                    | Légende | Légende                                                    |
| ------- | -------------------------------------------------------------------------- | ------- | ---------------------------------------------------------- |
| Num     | Dossard de départ porté par le coureur sur cette Torquay Race              | Pos     | Position à l'arrivée de la course                          |
|         | Indique un maillot de champion national ou mondial, suivi de sa spécialité | NP      | Indique un coureur qui n'a pas pris le départ de la course |
| AB      | Indique un coureur qui n'a pas terminé la course                           | HD      | Indique un coureur qui a terminé la course hors des délais |

| Trek-Segafredo TFS | Trek-Segafredo TFS         | Trek-Segafredo TFS |
| ------------------ | -------------------------- | ------------------ |
| Num                | Coureuse                   | Pos                |
| 1                  | Lotta Henttala (FIN)       | 8e                 |
| 2                  | Anna Plichta (POL)         | 44e                |
| 3                  | Abigail Van Twisk (GBR)    | AB                 |
| 4                  | Tayler Wiles (USA)         | 3e                 |
| 5                  | Ruth Edwards (USA) (route) | 22e                |
| 6                  | Trixi Worrack (GER)        | 43e                |

| Mitchelton-Scott MTS | Mitchelton-Scott MTS        | Mitchelton-Scott MTS |
| -------------------- | --------------------------- | -------------------- |
| Num                  | Coureuse                    | Pos                  |
| 11                   | Amanda Spratt (AUS) (route) | 45e                  |
| 12                   | Georgia Williams (NZL)      | 19e                  |
| 13                   | Jessica Allen (AUS)         | 15e                  |
| 14                   | Grace Brown (AUS)           | 39e                  |
| 15                   | Lucy Kennedy (AUS)          | 38e                  |
| 16                   | Jessica Roberts (GBR)       | AB                   |

| Sunweb SUN | Sunweb SUN            | Sunweb SUN |
| ---------- | --------------------- | ---------- |
| Num        | Coureuse              | Pos        |
| 21         | Pfeiffer Georgi (GBR) | 49e        |
| 22         | Leah Kirchmann (CAN)  | 9e         |
| 23         | Juliette Labous (FRA) | AB         |
| 24         | Liane Lippert (GER)   | 37e        |
| 25         | Anna Henderson (GBR)  | AB         |
| 26         | Julia Soek (NED)      | AB         |

| Canyon-SRAM Racing CSR | Canyon-SRAM Racing CSR | Canyon-SRAM Racing CSR |
| ---------------------- | ---------------------- | ---------------------- |
| Num                    | Coureuse               | Pos                    |
| 31                     | Tiffany Cromwell (AUS) | 46e                    |
| 32                     | Tanja Erath (GER)      | 55e                    |
| 33                     | Ella Harris (NZL)      | AB                     |
| 34                     | Hannah Ludwig (GER)    | 54e                    |
| 35                     | Jess Pratt (AUS)       | 53e                    |
| 36                     | Alexis Magner (USA)    | 13e                    |

| Alé BTC Ljubljana ALE | Alé BTC Ljubljana ALE    | Alé BTC Ljubljana ALE |
| --------------------- | ------------------------ | --------------------- |
| Num                   | Coureuse                 | Pos                   |
| 41                    | Maaike Boogaard (NED)    | 27e                   |
| 42                    | Tatiana Guderzo (ITA)    | 30e                   |
| 43                    | Anastasia Chursina (RUS) | 16e                   |
| 44                    | Jutatip Maneephan (THA)  | 11e                   |
| 45                    | Urša Pintar (SLO)        | 29e                   |
| 46                    | Anna Trevisi (ITA)       | AB                    |

| Tibco-Silicon Valley Bank TIB | Tibco-Silicon Valley Bank TIB | Tibco-Silicon Valley Bank TIB |
| ----------------------------- | ----------------------------- | ----------------------------- |
| Num                           | Coureuse                      | Pos                           |
| 51                            | Lauren Stephens (USA)         | 4e                            |
| 52                            | Erica Clevenger (USA)         | 56e                           |
| 53                            | Sarah Gigante (AUS)           | 33e                           |
| 54                            | Jenelle Crooks (AUS)          | 41e                           |
| 55                            | Sharlotte Lucas (NZL)         | 24e                           |
| 56                            | Nina Kessler (NED)            | 17e                           |

| Astana Women's Team ASA | Astana Women's Team ASA      | Astana Women's Team ASA |
| ----------------------- | ---------------------------- | ----------------------- |
| Num                     | Coureuse                     | Pos                     |
| 61                      | Arlenis Sierra (CUB) (route) | 10e                     |
| 62                      | Francesca Pattaro (ITA)      | 48e                     |
| 63                      | Katia Ragusa (ITA)           | 23e                     |
| 65                      | Maryna Ivaniuk (UKR)         | 52e                     |
| 66                      | Lizbeth Salazar (MEX)        | 21e                     |

| Agolico AGO | Agolico AGO                   | Agolico AGO |
| ----------- | ----------------------------- | ----------- |
| Num         | Coureuse                      | Pos         |
| 71          | Denisse Ahumada (CHI) (route) | 25e         |
| 72          | Anet Barrera (MEX) (route)    | 51e         |
| 73          | Ariadna Gutiérrez (MEX)       | AB          |
| 74          | Jennifer Morales (CRC)        | AB          |
| 75          | Marcela Prieto (MEX)          | 50e         |
| 76          | Andrea Ramírez (MEX)          | 31e         |

| FDJ-Nouvelle Aquitaine-Futuroscope FDJ | FDJ-Nouvelle Aquitaine-Futuroscope FDJ | FDJ-Nouvelle Aquitaine-Futuroscope FDJ |
| -------------------------------------- | -------------------------------------- | -------------------------------------- |
| Num                                    | Coureuse                               | Pos                                    |
| 81                                     | Brodie Chapman (AUS)                   | 1re                                    |
| 82                                     | Shara Marche (AUS)                     | 28e                                    |
| 83                                     | Maëlle Grossetête (FRA)                | 42e                                    |
| 84                                     | Victorie Guilman (FRA)                 | 36e                                    |
| 85                                     | Lauren Kitchen (AUS)                   | 12e                                    |
| 86                                     | Jade Wiel (FRA) (route)                | 35e                                    |

| Rally Cycling RLW | Rally Cycling RLW             | Rally Cycling RLW |
| ----------------- | ----------------------------- | ----------------- |
| Num               | Coureuse                      | Pos               |
| 91                | Chloe Hosking (AUS)           | 5e                |
| 92                | Kristabel Doebel-Hickok (USA) | 34e               |
| 93                | Heidi Franz (USA)             | AB                |
| 94                | Leigh Ann Ganzar (USA)        | AB                |
| 95                | Sara Poidevin (CAN)           | AB                |

| Doltcini-Van Eyck-Proximus DVE | Doltcini-Van Eyck-Proximus DVE | Doltcini-Van Eyck-Proximus DVE |
| ------------------------------ | ------------------------------ | ------------------------------ |
| Num                            | Coureuse                       | Pos                            |
| 101                            | Mieke Docx (BEL)               | 18e                            |
| 102                            | Justine Vromanne (BEL)         | AB                             |
| 103                            | Minke Bakker (NED)             | AB                             |
| 104                            | Marieke de Groot (NED)         | AB                             |
| 105                            | Jenna Merrick (NZL)            | AB                             |
| 106                            | Nicole Hanselmann (SUI)        | AB                             |

| Bepink BPK | Bepink BPK             | Bepink BPK |
| ---------- | ---------------------- | ---------- |
| Num        | Coureuse               | Pos        |
| 111        | Silvia Valsecchi (ITA) | AB         |
| 112        | Silvia Zanardi (ITA)   | 20e        |
| 113        | Simona Frapporti (ITA) | 14e        |
| 114        | Marketa Hajkova (CZE)  | 26e        |
| 115        | Melissa van Neck (CZE) | AB         |
| 116        | Grace Anderson (NZL)   | AB         |

| RoxSolt Attaquer RXS | RoxSolt Attaquer RXS  | RoxSolt Attaquer RXS |
| -------------------- | --------------------- | -------------------- |
| Num                  | Coureuse              | Pos                  |
| 121                  | Justine Barrow (AUS)  | 47e                  |
| 122                  | Peta Mullens (AUS)    | 7e                   |
| 123                  | Emily Herfoss (AUS)   | 2e                   |
| 124                  | Bree Wilson (AUS)     | AB                   |
| 125                  | Emma Chilton (AUS)    | AB                   |
| 126                  | Madeline Wright (AUS) | AB                   |

| Stepfwd it Suzuki ___ | Stepfwd it Suzuki ___ | Stepfwd it Suzuki ___ |
| --------------------- | --------------------- | --------------------- |
| Num                   | Coureuse              | Pos                   |
| 131                   | Bre Vine (AUS)        | AB                    |
| 132                   | Pia Smith (AUS)       | AB                    |
| 133                   | Amalia Langham (AUS)  | AB                    |
| 134                   | Sharni Morley (AUS)   | AB                    |
| 135                   | Alana Forster (AUS)   | 32e                   |
| 136                   | Julia Atkins (AUS)    | AB                    |

| Australie AUS | Australie AUS            | Australie AUS |
| ------------- | ------------------------ | ------------- |
| Num           | Coureuse                 | Pos           |
| 141           | Rachel Neylan            | 40e           |
| 142           | Ruby Roseman-Gannon      | 6e            |
| 143           | Anya Louw                | AB            |
| 144           | Sophie Edwards           | AB            |
| 145           | Alexandra Martin-Wallace | AB            |
| 146           | Nicole Frain             | AB            |

| Trek-Segafredo TFS | Trek-Segafredo TFS         | Trek-Segafredo TFS |
| ------------------ | -------------------------- | ------------------ |
| Num                | Coureuse                   | Pos                |
| 1                  | Lotta Henttala (FIN)       | 8e                 |
| 2                  | Anna Plichta (POL)         | 44e                |
| 3                  | Abigail Van Twisk (GBR)    | AB                 |
| 4                  | Tayler Wiles (USA)         | 3e                 |
| 5                  | Ruth Edwards (USA) (route) | 22e                |
| 6                  | Trixi Worrack (GER)        | 43e                |

| Mitchelton-Scott MTS | Mitchelton-Scott MTS        | Mitchelton-Scott MTS |
| -------------------- | --------------------------- | -------------------- |
| Num                  | Coureuse                    | Pos                  |
| 11                   | Amanda Spratt (AUS) (route) | 45e                  |
| 12                   | Georgia Williams (NZL)      | 19e                  |
| 13                   | Jessica Allen (AUS)         | 15e                  |
| 14                   | Grace Brown (AUS)           | 39e                  |
| 15                   | Lucy Kennedy (AUS)          | 38e                  |
| 16                   | Jessica Roberts (GBR)       | AB                   |

| Sunweb SUN | Sunweb SUN            | Sunweb SUN |
| ---------- | --------------------- | ---------- |
| Num        | Coureuse              | Pos        |
| 21         | Pfeiffer Georgi (GBR) | 49e        |
| 22         | Leah Kirchmann (CAN)  | 9e         |
| 23         | Juliette Labous (FRA) | AB         |
| 24         | Liane Lippert (GER)   | 37e        |
| 25         | Anna Henderson (GBR)  | AB         |
| 26         | Julia Soek (NED)      | AB         |

| Canyon-SRAM Racing CSR | Canyon-SRAM Racing CSR | Canyon-SRAM Racing CSR |
| ---------------------- | ---------------------- | ---------------------- |
| Num                    | Coureuse               | Pos                    |
| 31                     | Tiffany Cromwell (AUS) | 46e                    |
| 32                     | Tanja Erath (GER)      | 55e                    |
| 33                     | Ella Harris (NZL)      | AB                     |
| 34                     | Hannah Ludwig (GER)    | 54e                    |
| 35                     | Jess Pratt (AUS)       | 53e                    |
| 36                     | Alexis Magner (USA)    | 13e                    |

| Alé BTC Ljubljana ALE | Alé BTC Ljubljana ALE    | Alé BTC Ljubljana ALE |
| --------------------- | ------------------------ | --------------------- |
| Num                   | Coureuse                 | Pos                   |
| 41                    | Maaike Boogaard (NED)    | 27e                   |
| 42                    | Tatiana Guderzo (ITA)    | 30e                   |
| 43                    | Anastasia Chursina (RUS) | 16e                   |
| 44                    | Jutatip Maneephan (THA)  | 11e                   |
| 45                    | Urša Pintar (SLO)        | 29e                   |
| 46                    | Anna Trevisi (ITA)       | AB                    |

| Tibco-Silicon Valley Bank TIB | Tibco-Silicon Valley Bank TIB | Tibco-Silicon Valley Bank TIB |
| ----------------------------- | ----------------------------- | ----------------------------- |
| Num                           | Coureuse                      | Pos                           |
| 51                            | Lauren Stephens (USA)         | 4e                            |
| 52                            | Erica Clevenger (USA)         | 56e                           |
| 53                            | Sarah Gigante (AUS)           | 33e                           |
| 54                            | Jenelle Crooks (AUS)          | 41e                           |
| 55                            | Sharlotte Lucas (NZL)         | 24e                           |
| 56                            | Nina Kessler (NED)            | 17e                           |

| Astana Women's Team ASA | Astana Women's Team ASA      | Astana Women's Team ASA |
| ----------------------- | ---------------------------- | ----------------------- |
| Num                     | Coureuse                     | Pos                     |
| 61                      | Arlenis Sierra (CUB) (route) | 10e                     |
| 62                      | Francesca Pattaro (ITA)      | 48e                     |
| 63                      | Katia Ragusa (ITA)           | 23e                     |
| 65                      | Maryna Ivaniuk (UKR)         | 52e                     |
| 66                      | Lizbeth Salazar (MEX)        | 21e                     |

| Agolico AGO | Agolico AGO                   | Agolico AGO |
| ----------- | ----------------------------- | ----------- |
| Num         | Coureuse                      | Pos         |
| 71          | Denisse Ahumada (CHI) (route) | 25e         |
| 72          | Anet Barrera (MEX) (route)    | 51e         |
| 73          | Ariadna Gutiérrez (MEX)       | AB          |
| 74          | Jennifer Morales (CRC)        | AB          |
| 75          | Marcela Prieto (MEX)          | 50e         |
| 76          | Andrea Ramírez (MEX)          | 31e         |

| FDJ-Nouvelle Aquitaine-Futuroscope FDJ | FDJ-Nouvelle Aquitaine-Futuroscope FDJ | FDJ-Nouvelle Aquitaine-Futuroscope FDJ |
| -------------------------------------- | -------------------------------------- | -------------------------------------- |
| Num                                    | Coureuse                               | Pos                                    |
| 81                                     | Brodie Chapman (AUS)                   | 1re                                    |
| 82                                     | Shara Marche (AUS)                     | 28e                                    |
| 83                                     | Maëlle Grossetête (FRA)                | 42e                                    |
| 84                                     | Victorie Guilman (FRA)                 | 36e                                    |
| 85                                     | Lauren Kitchen (AUS)                   | 12e                                    |
| 86                                     | Jade Wiel (FRA) (route)                | 35e                                    |

| Rally Cycling RLW | Rally Cycling RLW             | Rally Cycling RLW |
| ----------------- | ----------------------------- | ----------------- |
| Num               | Coureuse                      | Pos               |
| 91                | Chloe Hosking (AUS)           | 5e                |
| 92                | Kristabel Doebel-Hickok (USA) | 34e               |
| 93                | Heidi Franz (USA)             | AB                |
| 94                | Leigh Ann Ganzar (USA)        | AB                |
| 95                | Sara Poidevin (CAN)           | AB                |

| Doltcini-Van Eyck-Proximus DVE | Doltcini-Van Eyck-Proximus DVE | Doltcini-Van Eyck-Proximus DVE |
| ------------------------------ | ------------------------------ | ------------------------------ |
| Num                            | Coureuse                       | Pos                            |
| 101                            | Mieke Docx (BEL)               | 18e                            |
| 102                            | Justine Vromanne (BEL)         | AB                             |
| 103                            | Minke Bakker (NED)             | AB                             |
| 104                            | Marieke de Groot (NED)         | AB                             |
| 105                            | Jenna Merrick (NZL)            | AB                             |
| 106                            | Nicole Hanselmann (SUI)        | AB                             |

| Bepink BPK | Bepink BPK             | Bepink BPK |
| ---------- | ---------------------- | ---------- |
| Num        | Coureuse               | Pos        |
| 111        | Silvia Valsecchi (ITA) | AB         |
| 112        | Silvia Zanardi (ITA)   | 20e        |
| 113        | Simona Frapporti (ITA) | 14e        |
| 114        | Marketa Hajkova (CZE)  | 26e        |
| 115        | Melissa van Neck (CZE) | AB         |
| 116        | Grace Anderson (NZL)   | AB         |

| RoxSolt Attaquer RXS | RoxSolt Attaquer RXS  | RoxSolt Attaquer RXS |
| -------------------- | --------------------- | -------------------- |
| Num                  | Coureuse              | Pos                  |
| 121                  | Justine Barrow (AUS)  | 47e                  |
| 122                  | Peta Mullens (AUS)    | 7e                   |
| 123                  | Emily Herfoss (AUS)   | 2e                   |
| 124                  | Bree Wilson (AUS)     | AB                   |
| 125                  | Emma Chilton (AUS)    | AB                   |
| 126                  | Madeline Wright (AUS) | AB                   |

| Stepfwd it Suzuki ___ | Stepfwd it Suzuki ___ | Stepfwd it Suzuki ___ |
| --------------------- | --------------------- | --------------------- |
| Num                   | Coureuse              | Pos                   |
| 131                   | Bre Vine (AUS)        | AB                    |
| 132                   | Pia Smith (AUS)       | AB                    |
| 133                   | Amalia Langham (AUS)  | AB                    |
| 134                   | Sharni Morley (AUS)   | AB                    |
| 135                   | Alana Forster (AUS)   | 32e                   |
| 136                   | Julia Atkins (AUS)    | AB                    |

| Australie AUS | Australie AUS            | Australie AUS |
| ------------- | ------------------------ | ------------- |
| Num           | Coureuse                 | Pos           |
| 141           | Rachel Neylan            | 40e           |
| 142           | Ruby Roseman-Gannon      | 6e            |
| 143           | Anya Louw                | AB            |
| 144           | Sophie Edwards           | AB            |
| 145           | Alexandra Martin-Wallace | AB            |
| 146           | Nicole Frain             | AB            |